# Lizzie McGuire (film)
Lizzie McGuire (ang. The Lizzie McGuire Movie) – komedia bazująca na serialu Disney Channel Lizzie McGuire. Film wszedł do światowych kin 2 maja 2003 dzięki Walt Disney Pictures. Film opowiada historię Lizzie, która właśnie skończyła gimnazjum i jedzie na pożegnalną klasową wycieczkę do Rzymu.

## Opis fabuły
Lizzie po nieudanym zakończeniu roku szkolnego jedzie na klasową wycieczkę do Rzymu. Bardzo chce przeżyć tam wielką przygodę. Niespodziewanie marzenie się spełnia. Paolo, włoska gwiazda muzyki pop, oraz wielu jego wielbicieli, uważa, że Lizzie to Isabella Parigi, włoska gwiazda i partnerka Paola. Paolo prosi Lizzie o pomoc, dziewczyna zgadza się i postanawia tymczasowo zostać Isabellą. Sprawy się komplikują, gdy prawdziwa Isabella przybywa do Rzymu.

## Wpływy
W pierwszym tygodniu w Stanach Zjednoczonych film zarobił 17.3 miliony dolarów i był grany w 2825 kinach, razem w USA zarobił 42.7 milionów dolarów. Ponieważ serial był mniej znany poza USA, światowy dochód był stosunkowo mały. Na całym świecie film łącznie zarobił 55 534 455 dolarów.
Choreografię do filmu układał znany choreograf James Martin Kudelka.

## Obsada
| Aktor             | Rola                      |
| ----------------- | ------------------------- |
| Hilary Duff       | Lizzie McGuire / Isabella |
| Adam Lamberg      | David „Gordo” Gordon      |
| Robert Carradine  | Sam McGuire               |
| Hallie Todd       | Jo McGuire                |
| Jake Thomas       | Matt McGuire              |
| Yani Gellman      | Paolo Valisari            |
| Alex Borstein     | Panna Ungermeyer          |
| Clayton Snyder    | Ethan Craft               |
| Ashlie Brillault  | Kate Sanders              |
| Brendan Kelly     | Sergei                    |
| Carly Schroeder   | Melina Bianco             |
| Daniel R. Escobar | Pan Escobar               |
| Jody Racicot      | Giorgio                   |
| Terra MacLeod     | Franca DiMontecatini      |

## Soundtrack
„Why Not” – Hilary Duff
„The Tide Is High” – Atomic Kitten
„All Around the World” – Cooler Kids
„What Dreams Are Made Of” (ballad version) – Paolo & Isabella (Haylie Duff & Yani Gellman)
„Shining Star” – Jump5
„Volare” – Vitamin C
„Open Your Eyes (to Love)” – LMNT
„You Make Me Feel like a Star” (Lizzie mix) – The Beu Sisters
„Supermodel (You Better Work)” – Taylor Dayne
„What Dreams Are Made Of” – Lizzie McGuire (Hilary Duff)
„On an Evening in Roma” – Dean Martin
„Girl in the Band” – Haylie Duff
Orchestral Suite from The Lizzie McGuire Movie – Cliff Eidelman
„Why Not” (McMix) – Hilary Duff